# Нуланд, Виктория
Викто́рия Джейн Ну́ланд (англ. Victoria Jane Nuland; род. 1 июля 1961 года, Нью-Йорк, США) — американский дипломат и политик, официальный представитель Государственного департамента США в 2011—2013 гг. Затем — помощник государственного секретаря по делам Европы и Евразии. Заместитель государственного секретаря в 2021—2024 гг.

## Ранние годы
Отец — профессор хирургии и биоэтики Йельского университета, писатель Шервин Бернард Нуланд (1930—2014). Дед со стороны отца — Меер Нудельман — еврейского происхождения, прибыл в Америку 18-летним юношей в 1907 году из местечка Новоселица Хотинского уезда Бессарабской губернии; бабушка — в 1903 году из Новогрудка. Её отец, носивший при рождении имя Шепсл Бер Нудельман, американизировал его, уже будучи взрослым. Одна из его книг — «Маймонид» — была опубликована в русском переводе в «Чейсовской коллекции» издательства «Текст» в 2010 году.
Нуланд обучалась в Шоэт Розмари Холл, окончила Брауновский университет (бакалавр). В 1982 году побывала в Одессе, где две недели работала по обмену вожатой в пионерлагере «Молодая гвардия». В возрасте 23 лет в течение восьми месяцев работала переводчиком на советском рыболовецком судне.

## Карьера

### XX век
С 1985 по 1986 годы работала в китайском городе Гуанчжоу.
В 1987 году служила в бюро Госдепартамента по Восточной Азии и Тихому океану.
С 1988 по 1990 годы занималась вопросами отношений с СССР в столице Монголии Улан-Баторе.
В 1991—1993 годах работала в посольстве США в Москве, где отвечала за связи с правительством Бориса Ельцина.
В 1993—1996 годах работала в аппарате заместителя государственного секретаря США Строуба Тэлботта, где под председательством сенатора Ричарда Лугара занималась вопросами России, её соседей и расширения НАТО. Она работала над вопросами ядерного разоружения Украины, Казахстана, Белоруссии, политикой в отношении Боснии, Косова и Гаити.
В 1997—1999 годах — заместитель директора по делам бывшего СССР в Государственном департаменте, отвечала за политику США в отношении России и стран Кавказа. В этом качестве она была награждена министром обороны медалью за работу во время войны НАТО против Югославии.
В 1999—2000 годах работала в Совете по международным отношениям, где занималась влиянием антиамериканизма на отношения США с другими крупными мировыми державами.

### XXI век
В 2000—2003 годах — заместитель постоянного представителя США при НАТО. На этой должности она сыграла важную роль при использовании НАТО статьи 5 своего Устава — «нападение на одного союзника является нападением на всех» — в поддержку Соединённых Штатов после терактов 11 сентября 2001 года. Она также интенсивно работала над расширением альянса, включившим в себя семь новых членов, принимала участие в создании Совета Россия — НАТО, оказывала поддержку при развертывании сил НАТО за пределами Афганистана во время вторжения в Ирак в 2003 году.
C июля 2003 по май 2005 года работала в аппарате вице-президента США. Нуланд была первым заместителем советника по национальной безопасности Дика Чейни и занималась всем спектром глобальных проблем, в том числе касающихся Ирака, Афганистана, Ливана и Ближнего Востока.
В 2005—2008 годах — постоянный представитель США при НАТО. На этой должности она работала над укреплением союзнической поддержки войны в Афганистане, занималась вопросами взаимоотношений Россия—НАТО, глобального партнёрства Альянса и его расширения.
В 2008—2009 годах служила на факультете Национального военного колледжа.
С февраля 2010 года — специальный посланник Госдепартамента США по вопросам Договора об обычных вооруженных силах в Европе.
Летом 2011 года Нуланд стала пресс-секретарём Госдепартамента США. Она была представлена как «непревзойденный профессионал, который доказал, что офицерам дипломатической службы можно доверять в вопросе приоритета профессионализма над политикой».
На этой должности она работала до мая 2013 года, в том числе участвовала в решении вопроса о введении санкции в отношении Сирии в 2012 году. Также проводила брифинг, связанный с предположительным снабжением этой страны оружием (рейс судна Chariot).
В мае 2013 года была назначена на должность помощника государственного секретаря по делам Европы и Евразии и в сентябре 2013 года приведена к присяге в этой должности.
С начала массовых акций протеста в Киеве на рубеже 2013—2014 посещала Украину каждые три-четыре недели. 11 декабря 2013 года посетила Майдан Незалежности в Киеве и поговорила с участниками протеста, угостив их печеньем, булочками и хлебом. Это событие впоследствии стало мемом «печеньки Госдепа», популярным среди людей, не поддерживающих «Евромайдан».
7 февраля 2014 года Нуланд оказалась в центре дипломатического скандала в связи с опубликованной в Интернете аудиозаписью телефонного разговора между женщиной и мужчиной, которыми предположительно являлись она сама и посол США на Украине Джеффри Пайетт. В ходе разговора со стороны женщины было допущено нецензурное высказывание в адрес ЕС, касавшееся его участия в урегулировании политического кризиса на Украине:

Будет замечательно, если ООН поможет всё это склеить, а ЕС пусть идёт на…
Оригинальный текст (англ.)So that would be great, I think, to help glue this thing and have the U.N. help glue it and you know ... fuck the EU

Это высказывание вызвало резкую критику со стороны политических лидеров ЕС. Представитель госдепартамента США Дженнифер Псаки впоследствии подтвердила факт разговора, указав при этом, что Нуланд уже извинилась за «приписываемые ей слова», сам же разговор состоялся весьма давно.
В 2019 году Нуланд было отказано в российской визе для участия в международной конференции, проходившей 20—21 мая в Москве.
В январе 2021 года, после инаугурации Джо Байдена назначена на должность заместителя госсекретаря США.
В августе 2023 года посетила Нигер, где провела переговоры с захватившими власть военными.
5 марта 2024 года госсекретарь Энтони Блинкен заявил, что в ближайшее время Нуланд уйдёт в оставку. Блинкен выделил работу Нуланд по Украине, охарактеризовав её как «незаменимую» для противостояния Путину. МИД России объяснил отставку Нуланд провалом антироссийской политики и обвинил её в русофобии.

## Личная жизнь
Замужем за американским неоконсервативным историком Робертом Каганом, основателем проекта «Новый американский век» («Project for the New American Century», PNAC). Имеет двоих детей. Владеет русским и французским языками и немного говорит по-китайски.